# Florian Abel
Florian Abel (... – circa 1565) è stato un pittore tedesco.

## Biografia
Fra i pochi riferimenti biografici, si sa che fu attivo a Praga intorno al 1560. Nel 1561 gli fu commissionato il disegno per la Tomba dell'imperatore Massimiliano I d'Asburgo a Innsbruck, le cui sculture avrebbero dovuto essere realizzate dai suoi fratelli Bernhard e Arnold, la cui vita dissoluta impedì ad ogni modo la realizzazione del lavoro, portato quindi a termine dallo scultore fiammingo Alexander Colyn. Florian Abel sembra inoltre essere l'autore dei progetti per i monumenti funebri di Ferdinando I, di sua moglie Anna Jagellone e del figlio Massimiliano II realizzati a Praga, sempre dal Colyn.